# Caccobius villiersi
Caccobius villiersi là một loài bọ cánh cứng trong họ Bọ hung (Scarabaeidae).